# تیموتی مک‌لارن
تیموتی مک‌لارن (انگلیسی: Timothy McLaren؛ زادهٔ ۲۴ سپتامبر ۱۹۵۶) قایقران روئینگ اهل استرالیا است.